# Dyskografia Britney Spears
Artykuł prezentuje dyskografię amerykańskiej wokalistki pop Britney Spears. Debiutancka płyta artystki …Baby One More Time ukazała się początkiem 12 stycznia 1999 roku, natomiast jej ostatni album zatytułowany Glory 26 sierpnia 2016 roku. Spears w swym dorobku ma dziewięć albumów studyjnych, pięć kompilacji oraz dwa remiksy.
Nakład ze sprzedaży wydawnictw muzycznych Britney Spears osiągnął liczbę 100 milionów płyt, co czyni ją jedną z artystek z największą liczbą sprzedanych albumów muzycznych w historii. Sześć albumów Britney zadebiutowało na pierwszym miejscu amerykańskiej listy przebojów Billboard 200.

## Albumy

### Albumy studyjne
| Rok  | Dane dot. albumu                                                                                        | Najwyższe pozycje na listach | Najwyższe pozycje na listach | Najwyższe pozycje na listach | Najwyższe pozycje na listach | Najwyższe pozycje na listach | Najwyższe pozycje na listach | Najwyższe pozycje na listach | Najwyższe pozycje na listach | Najwyższe pozycje na listach | Najwyższe pozycje na listach | Sprzedaż | Certyfikaty |
| Rok  | Dane dot. albumu                                                                                        | POL                          | US                           | AUS                          | AUT                          | CAN                          | FRA                          | GER                          | NZL                          | SWI                          | UK                           | Sprzedaż | Certyfikaty |
| ---- | --- | ---------------------------- | ---------------------------- | ---------------------------- | ---------------------------- | ---------------------------- | ---------------------------- | ---------------------------- | ---------------------------- | ---------------------------- | ---------------------------- | --- | --- |
| 1999 | …Baby One More Time - Wydany: 12 stycznia 1999 - Wytwórnia: Jive - Format: CC, CD, LP, digital download | –                            | 1                            | 2                            | 1                            | 1                            | 4                            | 1                            | 3                            | 1                            | 2                            | - Świat: 32.000.000 (główne rynki: Stany Zjednoczone, Europa, Japonia) - POL: 100.000 - JPN: 100.000 - US: 14.000.000 - EUR: 4.000.000 | - AUS: 4× platyna - AUT: platyna - BEL: 3x platyna - CAN: diament - FRA: 2× platyna - GER: 3× złoto - MEX: złoto, platyna - NZL: 3× platyna - POL: platyna - SWI: platyna - UK: 4× platyna - US: 14× platyna, diament - JPN: platyna - EUR: 4x platyna |
| 2000 | Oops!... I Did It Again - Wydany: 16 maja 2000 - Wytwórnia: Jive - Format: CC, CD, LP, digital download | 10                           | 1                            | 2                            | 1                            | 1                            | 1                            | 1                            | 1                            | 1                            | 2                            | - Świat: 25.000.000 (główne rynki: Stany Zjednoczone, Europa, Japonia) - POL: 100.000 - JPN: 100.000 - US: 10.411.000 - EUR: 4.000.000 | - AUS: 3× platyna - AUT: 2× platyna - BEL: 3x platyna - CAN: 5× platyna - FRA: platyna - GER: 3× platyna - MEX: platyna - NZL: 3× platyna - POL: platyna - SWI: 2× platyna - UK: 3× platyna - US: diament - JPN: platyna - EUR: 4x platyna             |
| 2001 | Britney - Wydany: 5 listopada 2001 - Wytwórnia: Jive - Format: CC, CD, LP, digital download             | 3                            | 1                            | 4                            | 1                            | 1                            | 2                            | 1                            | 17                           | 6                            | 4                            | - Świat: 15.000.000 - US: 4.988.000 | - AUS: 2× platyna - AUT: platyna - BEL: platyna - CAN: 3× platyna - FRA: platyna - GER: platyna - NZL: złoto - SWI: platyna - UK: platyna - US: 4× platyna - JPN: platyna                                                                              |
| 2003 | In the Zone - Wydany: 14 listopada 2003 - Wytwórnia: Jive, Zomba - Format: CC, CD, digital download     | 23                           | 1                            | 10                           | 10                           | 2                            | 1                            | 2                            | 25                           | 6                            | 13                           | - Świat: 10.000.000 - US: 4.000.000 | - AUS: platyna - AUT: platyna - BEL: złoto - CAN: 3× platyna - FRA: 2× złoto - GER: złoto - MEX: złoto, platyna - SWI: platyna - UK: platyna - US: 4× platyna - JPN: platyna - POL: złoto                                                              |
| 2007 | Blackout - Wydany: 26 października 2007 - Wytwórnia: Jive, Zomba - Format: CC, CD, digital download     | 23                           | 2                            | 3                            | 6                            | 1                            | 2                            | 10                           | 8                            | 4                            | 2                            | - Świat: 3.100.000 - US: 1.000.000 | - AUS: platyna - BEL: złoto - CAN: platyna - FRA: złoto - NZL: złoto - UK: złoto - US: platyna - JPN: złoto - POL: platyna |
| 2008 | Circus - Wydany: 28 listopada 2008 - Wytwórnia: Jive, Zomba - Format: CC, CD, digital download          | 32                           | 1                            | 3                            | 6                            | 1                            | 2                            | 10                           | 8                            | 4                            | 2                            | - Świat: 4.000.000 - POL: 10.000 - US: 1.000.000                                                                                       | - AUS: 2× platyna - CAN: 3× platyna - BEL: złoto - FRA: złoto - GER: złoto - MEX: złoto - NZL: platyna - POL: złoto - SWI: złoto - UK: platyna - US: platyna - JPN: złoto                                                                              |
| 2011 | Femme Fatale - Wydany: 25 maja 2011 - Wytwórnia: Jive, Zomba - Format: CD, digital download             | 17                           | 1                            | 1                            | 10                           | 1                            | 5                            | 10                           | 3                            | 2                            | 8                            | - Świat: 2.000.000 - US: 1.000.000 | - AUS: złoto - CAN: platyna - FRA: złoto - MEX: złoto - UK: srebro - US: platyna |
| 2013 | Britney Jean - Wydany: 29 listopada 2013 - Wytwórnia: RCA - Format: CD, digital download                | 45                           | 4                            | 12                           | 13                           | 7                            | 22                           | 20                           | 22                           | 9                            | 34                           | - Świat: 600.000 - US: 265.000 | - CAN: złoto - MEX: złoto |
| 2016 | Glory - Wydany: 26 sierpnia 2016 - Wytwórnia: RCA - Format: CD, digital download                        | 12                           | 3                            | 4                            | 6                            | 4                            | 6                            | 3                            | 8                            | 6                            | 2                            | | |

### Kompilacje
| Rok  | Dane dot. albumu | Najwyższe pozycje na listach | Najwyższe pozycje na listach | Najwyższe pozycje na listach | Najwyższe pozycje na listach | Najwyższe pozycje na listach | Najwyższe pozycje na listach | Najwyższe pozycje na listach | Najwyższe pozycje na listach | Najwyższe pozycje na listach | Najwyższe pozycje na listach | Sprzedaż                                            | Certyfikaty |
| Rok  | Dane dot. albumu | POL                          | US                           | AUS                          | AUT                          | CAN                          | FRA                          | GER                          | NZL                          | SWI                          | UK                           | Sprzedaż                                            | Certyfikaty |
| ---- | --- | ---------------------------- | ---------------------------- | ---------------------------- | ---------------------------- | ---------------------------- | ---------------------------- | ---------------------------- | ---------------------------- | ---------------------------- | ---------------------------- | --------------------------------------------------- | --- |
| 2004 | Greatest Hits: My Prerogative - Wydany: 1 listopada 2004 - Wytwórnia: Jive - Format: CD, digital download                          | 23                           | 4                            | 4                            | 4                            | 3                            | 85                           | 4                            | 17                           | 6                            | 2                            | - Świat: 6.000.000 - US: 1.000.000 - EUR: 1.000.000 | - AUS: 2× platyna - AUT: złoto - BEL: złoto - CAN: złoto - MEX: złoto - SWI: złoto - UK: 3× platyna - US: platyna - JPN: 3× platyna - EUR: platyna |
| 2009 | The Singles Collection - Wydany: 10 listopada 2009 - Wytwórnia: Jive - Format: CD, digital download                                | –                            | 22                           | 23                           | –                            | 19                           | –                            | 80                           | 22                           | 51                           | 38                           | - Świat: 1.000.000 - US: 209.000                    | - CAN: złoto - UK: złoto - MEX: złoto |
| 2012 | Oops! I Did It Again: The Best of Britney Spears - Wydany: 18 czerwca 2012 - Wytwórnia: Sony Camden - Format: CD, digital download | –                            | –                            | –                            | –                            | –                            | –                            | –                            | –                            | –                            | –                            |                                                     | |
| 2012 | Playlist: The Very Best of Britney Spears - Wydany: 6 listopada 2012 - Wytwórnia: Legacy - Format: CD, digital download            | –                            | 111                          | –                            | –                            | –                            | –                            | –                            | –                            | –                            | –                            |                                                     | |
| 2013 | The Essential Britney Spears - Wydany: 20 sierpnia 2013 - Wytwórnia: Legacy - Format: CD                                           | –                            | 185                          | –                            | –                            | –                            | –                            | –                            | –                            | –                            | –                            |                                                     | |

### Remixy
| Rok  | Dane dot. albumu                                                                                               | Najwyższe pozycje na listach | Najwyższe pozycje na listach | Najwyższe pozycje na listach | Najwyższe pozycje na listach | Najwyższe pozycje na listach | Najwyższe pozycje na listach | Najwyższe pozycje na listach | Najwyższe pozycje na listach | Najwyższe pozycje na listach | Najwyższe pozycje na listach | Sprzedaż      |
| Rok  | Dane dot. albumu                                                                                               | POL                          | US                           | AUS                          | AUT                          | CAN                          | FRA                          | GER                          | NZL                          | SWI                          | UK                           | Sprzedaż      |
| ---- | --- | ---------------------------- | ---------------------------- | ---------------------------- | ---------------------------- | ---------------------------- | ---------------------------- | ---------------------------- | ---------------------------- | ---------------------------- | ---------------------------- | ------------- |
| 2005 | B in the Mix: The Remixes - Wydany: 22 listopada 2005 - Wytwórnia: Jive, Zomba - Format: CD, digital download  | –                            | 134                          | –                            | –                            | –                            | –                            | –                            | –                            | –                            | –                            | - US: 131.000 |
| 2011 | B in the Mix: The Remixes Vol. 2 - Wydany: 7 października 2011 - Wytwórnia: RCA - Format: CD, digital download | –                            | 47                           | –                            | –                            | 53                           | 57                           | –                            | –                            | –                            | –                            | - US: 24.000  |

### Box sety
| Rok  | Dane dot. albumu                                                                                            | Najwyższe pozycje na listach | Najwyższe pozycje na listach | Najwyższe pozycje na listach | Najwyższe pozycje na listach | Najwyższe pozycje na listach | Najwyższe pozycje na listach | Najwyższe pozycje na listach | Najwyższe pozycje na listach | Najwyższe pozycje na listach | Najwyższe pozycje na listach |
| Rok  | Dane dot. albumu                                                                                            | POL                          | US                           | AUS                          | AUT                          | CAN                          | FRA                          | GER                          | NZL                          | SWI                          | UK                           |
| ---- | --- | ---------------------------- | ---------------------------- | ---------------------------- | ---------------------------- | ---------------------------- | ---------------------------- | ---------------------------- | ---------------------------- | ---------------------------- | ---------------------------- |
| 2000 | The Singles - Wydany: 5 września 2000 - Wytwórnia: Sony - Format: CD                                        | –                            | –                            | –                            | –                            | –                            | –                            | –                            | –                            | –                            | –                            |
| 2002 | …Baby One More Time / Oops!... I Did It Again - Wydany: 26 listopada 2002 - Wytwórnia: Zomba - Format: CD   | –                            | –                            | –                            | –                            | –                            | 123                          | –                            | –                            | –                            | –                            |
| 2007 | In the Zone / Britney - Wydany: 1 października 2007 - Wytwórnia: Sony BMG - Format: CD                      | –                            | –                            | –                            | –                            | –                            | –                            | –                            | –                            | –                            | –                            |
| 2008 | Greatest Hits: My Prerogative / Live and More! - Wydany: 8 grudnia 2008 - Wytwórnia: Jive - Format: CD, DVD | –                            | –                            | –                            | –                            | –                            | –                            | –                            | –                            | –                            | –                            |
| 2010 | Circus / Blackout - Wydany: 9 października 2010 - Wytwórnia: Sony - Format: CD                              | –                            | –                            | –                            | –                            | –                            | –                            | –                            | –                            | –                            | –                            |
| 2011 | The Collection: Britney Spears - Wydany: 13 grudnia 2011 - Wytwórnia: Sony - Format: Digital download       | –                            | –                            | –                            | –                            | –                            | –                            | –                            | –                            | –                            | –                            |
| 2012 | Femme Fatale / Circus - Wydany: 27 sierpnia 2012 - Wytwórnia: Sony - Format: CD                             | –                            | –                            | –                            | –                            | –                            | –                            | –                            | –                            | –                            | –                            |
| 2012 | Triple Feature - Wydany: 9 października 2012 - Wytwórnia: Sony - Format: CD                                 | –                            | –                            | –                            | –                            | –                            | –                            | –                            | –                            | –                            | –                            |
| 2013 | In the Zone / Circus - Wydany: 18 marca 2013 - Wytwórnia: Sony - Format: CD                                 | –                            | –                            | –                            | –                            | –                            | –                            | –                            | –                            | –                            | –                            |

## Single
| Rok  | Tytuł                                                  | Najwyższe pozycje na listach | Najwyższe pozycje na listach | Najwyższe pozycje na listach | Najwyższe pozycje na listach | Najwyższe pozycje na listach | Najwyższe pozycje na listach | Najwyższe pozycje na listach | Najwyższe pozycje na listach | Najwyższe pozycje na listach | Najwyższe pozycje na listach | Certyfikaty | Album                                             |
| Rok  | Tytuł                                                  | POL                          | US                           | AUS                          | AUT                          | CAN                          | FRA                          | GER                          | NZL                          | SWI                          | UK                           | Certyfikaty | Album                                             |
| ---- | ------------------------------------------------------ | ---------------------------- | ---------------------------- | ---------------------------- | ---------------------------- | ---------------------------- | ---------------------------- | ---------------------------- | ---------------------------- | ---------------------------- | ---------------------------- | --- | ------------------------------------------------- |
| 1998 | „…Baby One More Time”                                  | 4                            | 1                            | 1                            | 1                            | 1                            | 1                            | 1                            | 1                            | 1                            | 1                            | - AUS: 3× platyna - AUT: platyna - BEL: 3x platyna - FRA: platyna - GER: 3× złoto - ITA: 2x platyna - JPN: platyna - NZL: platyna - NOR: 2x platyna - SWI: platyna - UK: 2× platyna - US: platyna | …Baby One More Time                               |
| 1999 | „Sometimes”                                            | 3                            | 21                           | 2                            | 6                            | 7                            | 9                            | 5                            | 1                            | 7                            | 3                            | - AUS: platyna - BEL: platyna - FRA: złoto - NZL: platyna - UK: złoto | …Baby One More Time                               |
| 1999 | „(You Drive Me) Crazy”                                 | 7                            | 10                           | 12                           | 10                           | 13                           | 2                            | 4                            | 5                            | 4                            | 5                            | - AUS: platyna - BEL: platyna - FRA: złoto - GER: złoto - NZL: platyna - UK: srebro | …Baby One More Time                               |
| 1999 | „Born to Make You Happy”                               | 1                            | –                            | –                            | 8                            | –                            | 9                            | 3                            | –                            | 3                            | 1                            | - BEL: platyna - FRA: srebro - GER: złoto - UK: srebro | …Baby One More Time                               |
| 1999 | „From the Bottom of My Broken Heart”                   | –                            | 14                           | 37                           | –                            | 25                           | –                            | –                            | 20                           | –                            | –                            | - US: platyna | …Baby One More Time                               |
| 2000 | „Oops!... I Did It Again”                              | 1                            | 9                            | 1                            | 2                            | 4                            | 4                            | 2                            | 1                            | 1                            | 1                            | - AUS: platyna - AUT: złoto - BEL: platyna - FRA: złoto - GER: złoto - NZL: platyna - SWI: złoto - UK: złoto                                                                                      | Oops!... I Did It Again                           |
| 2000 | „Lucky”                                                | 1                            | 23                           | 3                            | 1                            | 2                            | 16                           | 1                            | 4                            | 1                            | 5                            | - AUS: platyna - AUT: złoto - BEL: złoto - GER: złoto - NZL: platyna - UK: srero | Oops!... I Did It Again                           |
| 2000 | „Stronger”                                             | 2                            | 11                           | 13                           | 4                            | 9                            | 20                           | 4                            | 15                           | 6                            | 7                            | - AUS: złoto - FRA: srebro - GER: złoto - UK: srebro - US: złoto | Oops!... I Did It Again                           |
| 2001 | „Don’t Let Me Be the Last to Know”                     | 6                            | –                            | –                            | 7                            | 34                           | 27                           | 12                           | –                            | 9                            | 12                           | - BEL: złoto | Oops!... I Did It Again                           |
| 2001 | „I’m a Slave 4 U”                                      | 12                           | 27                           | 7                            | 6                            | 8                            | 8                            | 3                            | 13                           | 7                            | 4                            | - AUS: złoto - BEL: złoto - FRA: srebro | Britney                                           |
| 2001 | „Overprotected”                                        | 1                            | 86                           | 16                           | –                            | 22                           | 15                           | –                            | –                            | –                            | 4                            | - AUS: złoto - FRA: srebro | Britney                                           |
| 2002 | „I’m Not a Girl, Not Yet a Woman”                      | 23                           | –                            | 7                            | 3                            | –                            | 25                           | 10                           | 40                           | 16                           | 2                            | - AUS: złoto | Britney                                           |
| 2002 | „I Love Rock ’n’ Roll”                                 | –                            | –                            | 13                           | 9                            | 33                           | –                            | 7                            | –                            | 15                           | 13                           | - AUS: złoto | Britney                                           |
| 2002 | „Anticipating”                                         | –                            | –                            | –                            | –                            | –                            | 38                           | –                            | –                            | –                            | –                            | | Britney                                           |
| 2002 | „Boys (The Co-Ed Remix)” (featuring Pharrell Williams) | –                            | –                            | 14                           | 18                           | 21                           | 55                           | 19                           | 39                           | 20                           | 7                            | - AUS: złoto | Austin Powers i Złoty Członek (ścieżka dźwiękowa) |
| 2003 | „Me Against the Music” (featuring Madonna)             | 22                           | 35                           | 1                            | 12                           | 2                            | 11                           | 5                            | 13                           | 4                            | 2                            | - AUS: platyna | In the Zone                                       |
| 2004 | „Toxic”                                                | 1                            | 9                            | 1                            | 5                            | 1                            | 3                            | 4                            | 2                            | 4                            | 1                            | - AUS: platyna - FRA: srebro - NZL: złoto - UK: złoto - US: platyna | In the Zone                                       |
| 2004 | „Everytime”                                            | 5                            | 15                           | 1                            | 4                            | 2                            | 2                            | 4                            | –                            | 7                            | 1                            | - AUS: platyna - BEL: złoto - FRA: srebro - GER: złoto - UK: srebro - US: złoto | In the Zone                                       |
| 2004 | „Outrageous”                                           | –                            | 79                           | –                            | –                            | –                            | –                            | –                            | –                            | –                            | –                            | | In the Zone                                       |
| 2004 | „(I’ve Just Begun) Having My Fun”                      | –                            | –                            | –                            | –                            | –                            | –                            | –                            | –                            | –                            | –                            | | Greatest Hits: My Prerogative                     |
| 2004 | „My Prerogative”                                       | 21                           | –                            | 7                            | 7                            | –                            | 18                           | 13                           | 17                           | 4                            | 3                            | - AUS: złoto | Greatest Hits: My Prerogative                     |
| 2005 | „Do Somethin’”                                         | –                            | 100                          | 8                            | 21                           | –                            | 70                           | 18                           | –                            | 11                           | 6                            | - AUS: platyna | Greatest Hits: My Prerogative                     |
| 2005 | „Someday (I Will Understand)”                          | –                            | –                            | –                            | 32                           | –                            | –                            | 22                           | –                            | 8                            | –                            | | Britney & Kevin: Chaotic                          |
| 2005 | „And Then We Kiss”                                     | –                            | –                            | –                            | –                            | –                            | –                            | –                            | –                            | –                            | –                            | | B in the Mix: The Remixes                         |
| 2007 | „Gimme More”                                           | 20                           | 3                            | 3                            | 8                            | 1                            | 5                            | 7                            | 15                           | 4                            | 3                            | - AUS: złoto - CAN: 2× platyna - UK: srebro - US: platyna | Blackout                                          |
| 2007 | „Piece of Me”                                          | 20                           | 18                           | 2                            | 6                            | 5                            | –                            | 7                            | 4                            | 19                           | 2                            | - AUS: złoto - CAN: platyna - NZL: złoto - UK: srebro - US: platyna | Blackout                                          |
| 2008 | „Break the Ice”                                        | 3                            | 43                           | 23                           | 39                           | 9                            | –                            | 25                           | 24                           | 63                           | 15                           | | Blackout                                          |
| 2008 | „Womanizer”                                            | 1                            | 1                            | 5                            | 4                            | 1                            | 1                            | 4                            | 9                            | 2                            | 3                            | - AUS: platyna - NZL: złoto - UK: złoto | Circus                                            |
| 2008 | „Circus”                                               | 12                           | 3                            | 6                            | 14                           | 2                            | –                            | 11                           | 4                            | 19                           | 13                           | - AUS: platyna - NZL: złoto - UK: srebro | Circus                                            |
| 2009 | „If U Seek Amy”                                        | 14                           | 19                           | 11                           | 34                           | 13                           | –                            | 36                           | 17                           | 61                           | 20                           | - AUS: złoto | Circus                                            |
| 2009 | „Radar”                                                | 34                           | 88                           | 46                           | –                            | 65                           | –                            | –                            | 32                           | –                            | 46                           | | Circus                                            |
| 2009 | „3”                                                    | 14                           | 1                            | 6                            | 17                           | 1                            | –                            | 18                           | 12                           | 8                            | 7                            | - AUS: platyna - CAN: 2× platyna - NZL: złoto | The Singles Collection                            |
| 2011 | „Hold It Against Me”                                   | 4                            | 1                            | 4                            | 16                           | 1                            | 31                           | 23                           | 1                            | 7                            | 6                            | - AUS: platyna - MEX: złoto | Femme Fatale                                      |
| 2011 | „Till the World Ends”                                  | 1                            | 3                            | 8                            | 43                           | 4                            | 8                            | 27                           | 10                           | 7                            | 21                           | - AUS: 2× platyna - BEL: złoto - MEX: złoto - NZL: złoto - SWI: złoto | Femme Fatale                                      |
| 2011 | „I Wanna Go”                                           | 5                            | 7                            | 31                           | 43                           | 4                            | 4                            | 32                           | 22                           | 27                           | –                            | - AUS: złoto | Femme Fatale                                      |
| 2011 | „Criminal”                                             | 2                            | 55                           | –                            | –                            | 16                           | 13                           | –                            | –                            | 33                           | –                            | | Femme Fatale                                      |
| 2013 | „Ooh La La”                                            | –                            | 54                           | –                            | –                            | 37                           | 73                           | 86                           | –                            | –                            | 72                           | | Smerfy 2 (ścieżka dźwiękowa)                      |
| 2013 | „Work Bitch”                                           | 32                           | 12                           | 22                           | 37                           | 5                            | 6                            | 36                           | 28                           | 25                           | 7                            | - AUS: złoto - CAN: platyna - GER: złoto - ITA: złoto - MEX: złoto - SWE: platyna - VEN: platyna                                                                                                  | Britney Jean                                      |
| 2013 | „Perfume”                                              | 37                           | 76                           | 61                           | 69                           | 70                           | 34                           | 78                           | –                            | 74                           | –                            | | Britney Jean                                      |
| 2015 | „Pretty Girls” (featuring Iggy Azalea)                 | 37                           | 29                           | 40                           | –                            | 16                           | 25                           | 88                           | –                            | –                            | –                            | - POL: złoto | —                                                 |
| 2016 | „Make Me...” (featuring G-Eazy)                        | 36                           | 17                           | 39                           | 61                           | 20                           | 11                           | 71                           | –                            | 58                           | 42                           | - CAN: złoto - US: złoto | Glory                                             |
| 2016 | „Slumber Party” (featuring Tinashe)                    | –                            | 86                           | –                            | –                            | 51                           | 120                          | –                            | –                            | –                            | –                            | | Glory                                             |
| 2022 | „Hold Me Closer” (oraz Elton John)                     |                              |                              |                              |                              |                              |                              |                              |                              |                              |                              | - POL: platyna | The Lockdown Sessions (wznowienie)                |

### Z gościnnym udziałem
| Rok  | Tytuł                                                    | Najwyższe pozycje na listach | Najwyższe pozycje na listach | Najwyższe pozycje na listach | Najwyższe pozycje na listach | Najwyższe pozycje na listach | Najwyższe pozycje na listach | Najwyższe pozycje na listach | Najwyższe pozycje na listach | Najwyższe pozycje na listach | Najwyższe pozycje na listach | Certyfikaty | Album                             |
| Rok  | Tytuł                                                    | POL                          | US                           | AUS                          | AUT                          | CAN                          | FRA                          | GER                          | NZL                          | SWI                          | UK                           | Certyfikaty | Album                             |
| ---- | -------------------------------------------------------- | ---------------------------- | ---------------------------- | ---------------------------- | ---------------------------- | ---------------------------- | ---------------------------- | ---------------------------- | ---------------------------- | ---------------------------- | ---------------------------- | --- | --------------------------------- |
| 2001 | „What’s Going On” (z Artists Against AIDS Worldwide)     | –                            | 27                           | 38                           | –                            | –                            | 55                           | 35                           | 18                           | 16                           | 6                            | | What’s Going On: All-Star Tribute |
| 2011 | „S&M (Remix)” (Rihanna featuring Britney Spears)         | –                            | 1                            | –                            | –                            | 1                            | –                            | –                            | –                            | –                            | –                            | - SWE: 3x platyna - US: 3× platyna | Loud                              |
| 2012 | „Scream & Shout” (will.i.am featuring Britney Spears)    | 5                            | 3                            | 2                            | 1                            | 1                            | 1                            | 1                            | 1                            | 1                            | 1                            | - AUS: 6× platyna - AUT: platyna - GER: 2× platyna - MEX: złoto, platyna - NZL: 2× platyna - SWI: 2× platyna - UK: platyna - US: 3× platyna | #willpower                        |
| 2015 | „Tom’s Diner” (Giorgio Moroder featuring Britney Spears) | –                            | –                            | –                            | –                            | –                            | –                            | –                            | –                            | –                            | –                            | | Déjà Vu                           |
| 2016 | „Hands” (z Artists for Orlando)                          | –                            | –                            | –                            | –                            | –                            | –                            | –                            | –                            | –                            | –                            | | —                                 |

### Inne notowane utwory
| Rok  | Tytuł                                     | Najwyższe pozycje na listach | Najwyższe pozycje na listach | Album        |
| Rok  | Tytuł                                     | US                           | CAN                          | Album        |
| ---- | ----------------------------------------- | ---------------------------- | ---------------------------- | ------------ |
| 2007 | „Everybody”                               | –                            | 81                           | Blackout     |
| 2008 | „Shattered Glass”                         | 70                           | 75                           | Circus       |
| 2013 | „It Should Be Easy” (featuring will.i.am) | –                            | 88                           | Britney Jean |

## Teledyski
| Rok  | Tytuł                                                                                         | Reżyseria                      |
| ---- | --------------------------------------------------------------------------------------------- | ------------------------------ |
| 1998 | „…Baby One More Time”                                                                         | Nigel Dick                     |
| 1999 | „Sometimes”                                                                                   | Nigel Dick                     |
| 1999 | „(You Drive Me) Crazy” (The Stop Remix!)                                                      | Nigel Dick                     |
| 1999 | „Born to Make You Happy”                                                                      | Bille Woodruff                 |
| 1999 | „From the Bottom of My Broken Heart”                                                          | Gregory Dark                   |
| 2000 | „Oops!... I Did It Again”                                                                     | Nigel Dick                     |
| 2000 | „Lucky”                                                                                       | Dave Meyers                    |
| 2000 | „Stronger”                                                                                    | Joseph Kahn                    |
| 2001 | „Don’t Let Me Be the Last to Know”                                                            | Herb Ritts                     |
| 2001 | „I’m a Slave 4 U”                                                                             | Francis Lawrence               |
| 2001 | „Overprotected”                                                                               | Bille Woodruff                 |
| 2002 | „I’m Not a Girl, Not Yet a Woman”                                                             | Wayne Isham                    |
| 2002 | „Overprotected” (Darkchild Remix)                                                             | Chris Applebaum                |
| 2002 | „I Love Rock ’n’ Roll”                                                                        | Chris Applebaum                |
| 2002 | „Anticipating”                                                                                | Marty Callner                  |
| 2002 | „Boys” (featuring Pharrell Williams)                                                          | Dave Meyers                    |
| 2003 | „Me Against the Music” (featuring Madonna)                                                    | Paul Hunter                    |
| 2004 | „Toxic”                                                                                       | Joseph Kahn                    |
| 2004 | „Everytime”                                                                                   | David LaChapelle               |
| 2004 | „Outrageous”                                                                                  | Dave Meyers                    |
| 2004 | „My Prerogative”                                                                              | Jake Nava                      |
| 2005 | „Do Somethin”                                                                                 | Britney Spears, Bille Woodruff |
| 2005 | „Someday (I Will Understand)”                                                                 | Michael Haussman               |
| 2007 | „Gimme More”                                                                                  | Britney Spears, Jake Sarfaty   |
| 2007 | „Piece of Me”                                                                                 | Wayne Isham                    |
| 2008 | „Break the Ice”                                                                               | Robert Hales                   |
| 2008 | „Womanizer”                                                                                   | Joseph Kahn                    |
| 2008 | „Circus”                                                                                      | Francis Lawrence               |
| 2009 | „If U Seek Amy”                                                                               | Jake Nava                      |
| 2009 | „Radar”                                                                                       | Dave Meyers                    |
| 2009 | „Kill the Lights”                                                                             | PUNY                           |
| 2009 | „3”                                                                                           | Diane Martel                   |
| 2011 | „Hold It Against Me”                                                                          | Jonas Åkerlund                 |
| 2011 | „Till the World Ends”                                                                         | Ray Kay                        |
| 2011 | „I Wanna Go”                                                                                  | Chris Marrs Piliero            |
| 2011 | „Criminal”                                                                                    | Chris Marrs Piliero            |
| 2012 | „Scream & Shout” (featuring will.i.am)                                                        | Ben Mor                        |
| 2013 | „Scream & Shout (Remix)” (featuring will.i.am, Hit-Boy, Waka Flocka Flame, Lil Wayne & Diddy) | Ben Mor                        |
| 2013 | „Ooh La La”                                                                                   | Marc Klasfeld                  |
| 2013 | „Work Bitch”                                                                                  | Beb Mor                        |
| 2013 | „Perfume”                                                                                     | Joseph Kahn                    |
| 2015 | „Pretty Girls” (featuring Iggy Azalea)                                                        | Cameron Duddy, Iggy Azalea     |
| 2016 | „Make Me...” (featuring G-Eazy)                                                               | Randee St. Nicholas            |

## DVD
| Rok  | Dane dot. albumu                                                                                  | Certyfikaty                                     |
| ---- | ------------------------------------------------------------------------------------------------- | ----------------------------------------------- |
| 1999 | Time Out with Britney Spears - Wydany: 21 grudnia 1999 - Format: DVD, VHS                         | - US: 3× platyna                                |
| 2000 | Live and More! - Wydany: 21 listopada 2000 - Format: DVD, VHS                                     | - US: 3× platyna                                |
| 2001 | Britney: The Videos - Wydany: 20 listopada 2001 - Format: DVD                                     | - US: 2× platyna                                |
| 2002 | Live from Las Vegas - Wydany: 22 stycznia 2002 - Format: DVD                                      | - AUS: platyna - MEX: złoto - US: 2× platyna    |
| 2004 | In the Zone - Wydany: 6 kwietnia 2004 - Format: DVD, CD                                           | - US: platyna                                   |
| 2004 | Greatest Hits: My Prerogative - Wydany: 9 listopada 2004 - Format: DVD                            | - AUS: 3× platyna - US: 2× platyna - JPN: złoto |
| 2005 | Britney & Kevin: Chaotic - Wydany: 27 września 2005 - Format: DVD, CD                             |                                                 |
| 2009 | Britney: For the Record - Wydany: 7 kwietnia 2009 - Format: DVD                                   |                                                 |
| 2011 | Britney Spears Live: The Femme Fatale Tour - Wydany: 21 listopada 2011 - Format: DVD, CD, Blu-ray | - AUS: złoto - US: platyna                      |